# Autofioretti
Autofioretti Srl war ein italienischer Hersteller von Automobilen.

## Unternehmensgeschichte
Das Unternehmen aus Rom begann 1978 mit der Produktion von Automobilen. Der Markenname lautete Fioretti. 1981 endete die Produktion.

## Fahrzeuge
Das Unternehmen stellte Kleinstwagen her. Dies war ein Dreirad, bei dem sich das einzelne Rad vorne befand. Angetrieben wurde es von einem Einzylindermotor mit 50 cm³ Hubraum von Vespa. Das Fahrzeug hatte Frontantrieb und ein Vierganggetriebe. Erhältlich war es auch als Pick-up.